# Drongo černý
Drongo černý (Dicrurus macrocercus) je malý pěvec z čeledi drongovitých (Dicruridae). Celoročně obývá oblast od Indie a severní Srí Lanky až po Čínu. Během září a října migruje pouze severní populace, a to převážně v nízkých nadmořských výškách jižnějších zeměpisných šířek. Při návratu se pak může zatoulat až k Rusku nebo do Japonska a Koreje. Drongo černý se navíc rozšířil i po některých tichomořských ostrovech, kde prospíval a množil se do té míry, že ohrožoval místní endemické druhy, například u kruhoočka sabenského (Zosterops rotensis), ale bylo prokázáno, že přičinění drongů černých na jejich vymizení je minimální.
Tělo dospělého jedince měří přibližně 28 cm na délku. Peří je leskle černé, zobák a nohy šedé. Pro dronga černého je typický i dlouhý vykrojený ocas. Živí se hmyzem a je běžně k vidění v zemědělských oblastech a řídkých lesích. Také sedá na drátech elektrického vedení, které pro něj představují výhodné stanoviště při hledání potravy.
Drongo černý je známý pro své agresivní chování vůči větším druhům ptáků, kteří by pro něj ve standardní situaci mohli představovat nebezpečí. K agresi se uchylují hlavně v době hnízdění, kdy chrání svá hnízda před predátory.
V minulosti byl tento druh klasifikován dohromady s drongem africkým (Dicrurus adsimilis), od roku 2007 se ale africká a asijská forma rozlišují jako dva různé druhy, tedy drongo černý a drongo africký.

## Nomenklatura

### Etymologie
Původní rodové jméno Buchanga bylo odvozeno z hindského slova bhujanga. Je pravděpodobné, že označení drongo pochází z Madagaskaru, kde místního dronga chocholatého (Dicrurus forficatus) nazývali domorodci právě takto. Původně bylo tedy slovo drongo používáno pouze jako označení pro ptáky, později se ale rozšířilo jako hanlivé přízvisko díky nechvalně známému australskému závodnímu koni jménem Drongo (1920–1925), který byl známý především kvůli svým neúspěchům. V australském vojenském slangu drongo znamená rekrut nebo pták. I Austrálie má totiž svého zástupce v čeledi drongovitých: dronga vločkoprsého (Dicrurus bracteatus).
V hindštině se drongům černým říká i kotwal, což znamená policista. Krom toho ale existuje mnoho dalších pojmenování: finga v bengálštině; phenshu v ásamštině; cheiroi v manipurštině; kosita nebo kalo koshi v gudžarátštině; ghosia v maráthštině; kajalapati v urijština a další.

### Taxonomie
Drongo černý byl v minulosti považován za poddruh dronga afrického, roku 2007 byly ale druhy rozděleny. Navíc, tyto dva druhy obývají zcela odlišné části světa: zatímco drongo africký obývá oblast jižně od severoafrické Sahary, drongo černý se vyskytuje od Pákistánu směrem na východ. Drongo černý se běžně dělí na sedm poddruhů:
- Dicrurus macrocercus macrocercus Vieillot, 1817
- D. m. albirictus (Hodgson, 1836)
- D. m. minor Blyth, 1850
- D. m. cathoecus Swinhoe, 1871
- D. m. thai Kloss, 1921
- D. m. javanus Kloss, 1921, též drongo černý jávský[11]
- D. m. harterti Baker, 1918

Jednotlivé poddruhy se liší, krom výskytu, především velikostí. Například zástupci subspecie albirictus ze severní Indie jsou větší, než jedinci poddruhu minor. Mezníkem mezi těmito dvěma poddruhy je nominátní poddruh, který je menší než severoindický poddruh a také větší než srílanský poddruh minor.

## Popis

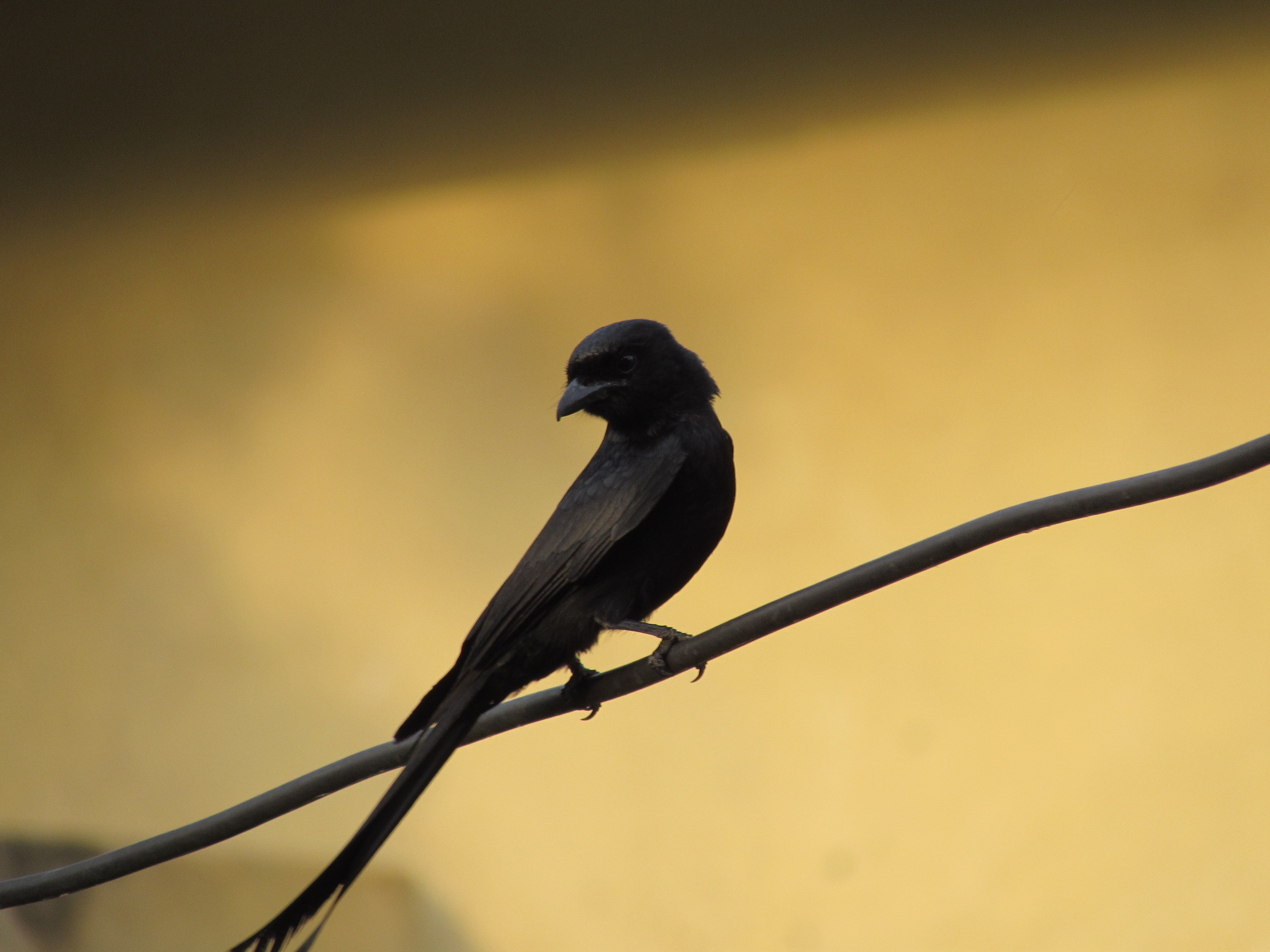
Dospělý jedinec z Nepálu

Drongové černí jsou malí ptáci s typickým dlouhým ocasem vidlicovitého tvaru. Mohou mít i modré znaky na prsou a zádech. Peří na celém těle je leskle černé. Tělo dospělých měří na délku okolo 28 cm, rozpětí křídel dosahuje délky 27 až 30 cm. Dospělí jedinci navíc mívají bílé skvrnky v koutcích zobáku. Duhovka je tmavě hnědá, nohy tmavě šedé a krátké. Samotný zobák je černý, s rozměry mezi 23,7 a 26,8 mm. Rozeznat samce od samice je prakticky nemožné: u drongů černých neexistuje pohlavní dimorfismus. Mláďata jsou spíše hnědé až tmavě hnědé barvy s bílými skvrnkami na hrudi a břiše, je snadné je zaměnit s dospělými drongy šedobřichými (Dicrurus caerulescens). Roční jedinci mají stále ještě bílá pera na břiše, zatímco dvouletí ptáci už mají peří na břiše tmavší, pouze se světlejšími špičkami. U mladých jedinců je též méně vykrojený ocas. Od června do října u nich probíhá přepeřování.[zdroj?]
Dronga černého lze zaměnit především s dalšími druhy z čeledi drongovitých. Jedná se například o dronga chocholatého (Dicrurus forficatus) – dospělci obou druhů jsou téměř totožní, s tím rozdílem, že drongo chocholatý má na hlavě chocholku. Drongo sundský (Dicrurus densus) je též podobný, dokonce obývá Indonésii, může se tedy s drongem černým skutečně setkat (na rozdíl od dronga afrického, který je s drongem černým totožný, ale obývá pouze Afriku).

## Výskyt

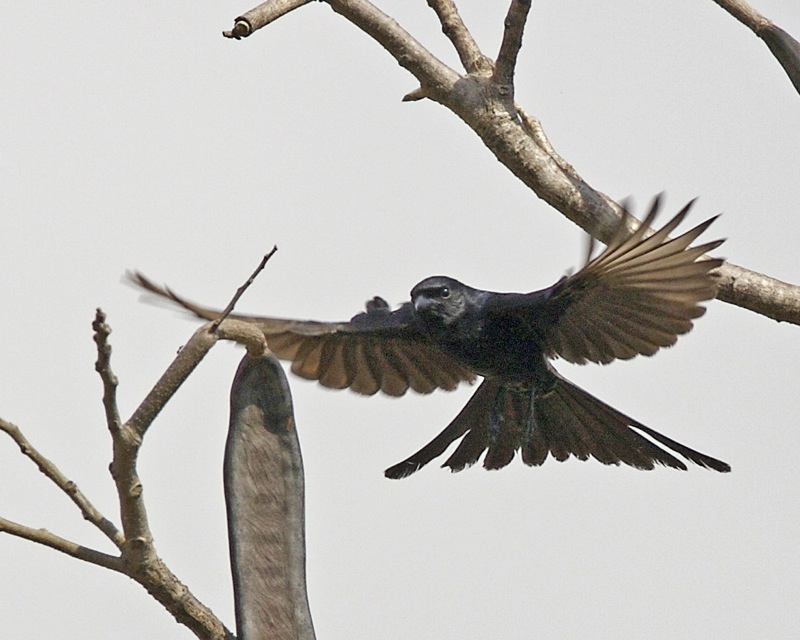
Drongo černý za letu (Bali)

Drongy černé je možné pozorovat hlavně v otevřené krajině, kde sedí na větvi nebo drátech elektrického vedení a hledají vhodnou kořist, většinou se jedná o létavý hmyz. Krom toho ale hmyz loví i na zemi. Obývají savany, pole, ale i městské oblasti. Oblíbené stanoviště je údolí řeky Indus. Celoročně sídlí hlavně v Indii, Bangladéši a na Srí Lance. Mimo to ale jejich areál výskytu zahrnuje i Rusko, Japonsko a Korejský poloostrov, kam se mohou zatoulat. U některých populací lze pozorovat sezónní pohyb. Obývají nadmořské výšky do 2000 m.
Zástupci subspecie D. m. cathoecus se vyskytují v Thajsku, Hongkongu a Číně. Obzvláště v létě se pohybují napříč Čínou až k provinciím Ťi-lin a Chej-lung-ťiang. Tito ptáci se odlišují především nazelenalým leskem křídel. Jižní Thajsko obývá D. m. thai, avšak jeho oblast výskytu se překrývá s areálem výskytu subspecie D. m. cathoecus. Poddruh javanus obývá Jávu a Bali, harterti zase obývá Tchaj-wan a zajímavostí je, že tento druh má kratší ocas než křídla.
Těsně před druhou světovou válkou byli drongové černí z Tchaj-wanu zavlečeni na ostrov Rota, kde měli pomáhat s regulací populace hmyzu. Odtud se v 50. nebo 60. letech 20. století rozptýlili i na severní Guam. Do roku 1970 pak osídlili celý ostrov. Předpokládalo se, že masové rozšíření drongů černých na severních Marianách mohlo způsobit i úpadek rotského endemita kruhoočka sabenského, ale jejich role v snížení populace tohoto druhu byla nejspíše okrajová. V 80. letech 20. století pak nastal na Guamu prudký úpadek populace drongů, především pak na severní části ostrova. Pozdější stavy populace nejsou přesně známy, ale drongové černí zde v každém případě stále žijí.
Drongo černý má dle Mezinárodního svazu ochrany přírody (IUCN) „extrémně velký“ areál výskytu a navíc se nezdá, že by celková populace klesala, proto přísluší druhu drongo černý status málo dotčený (LC).

## Chování
Drongové černí jsou poměrně malí ptáci, přesto dokáží být velice agresivní, převážně v případech, kdy chrání svá hnízda. Jejich útok většinou zahrnuje klování do těla nepřítele. Častými oběťmi agresivity drongů se stávají orli jávští (Nisaetus bartelsi), přestože jsou relativně neškodní, a orli indomalajští (Ictinaetus malaiensis).
Mohou vydávat širokou škálu zvuků, běžně se ale projevují krátkým tee-hee. Drongové černí umí též napodobovat volání krahujce šikra. Podobnou vlastnost mají i drongové afričtí, kteří se též naučili napodobovat volání některých dravců. I asijské kukačky rodu Surniculus se naučily toto chování napodobovat.

### Stravovací návyky

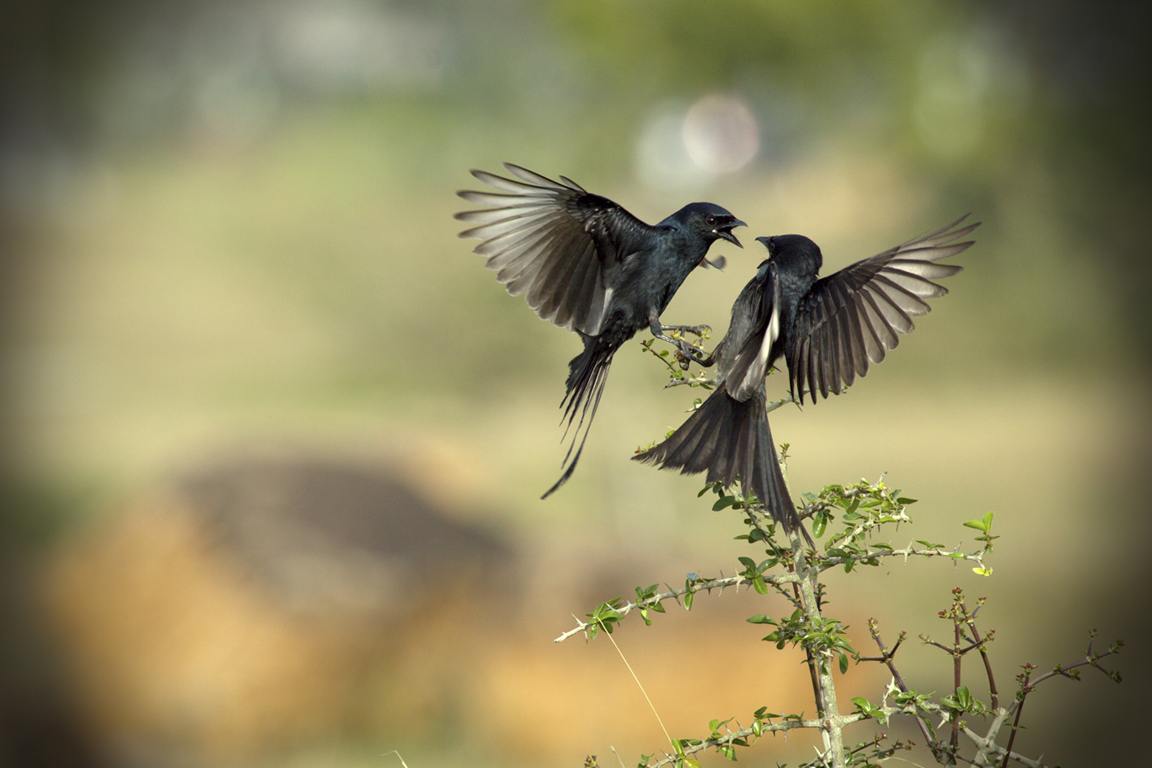
Pár drongů černých

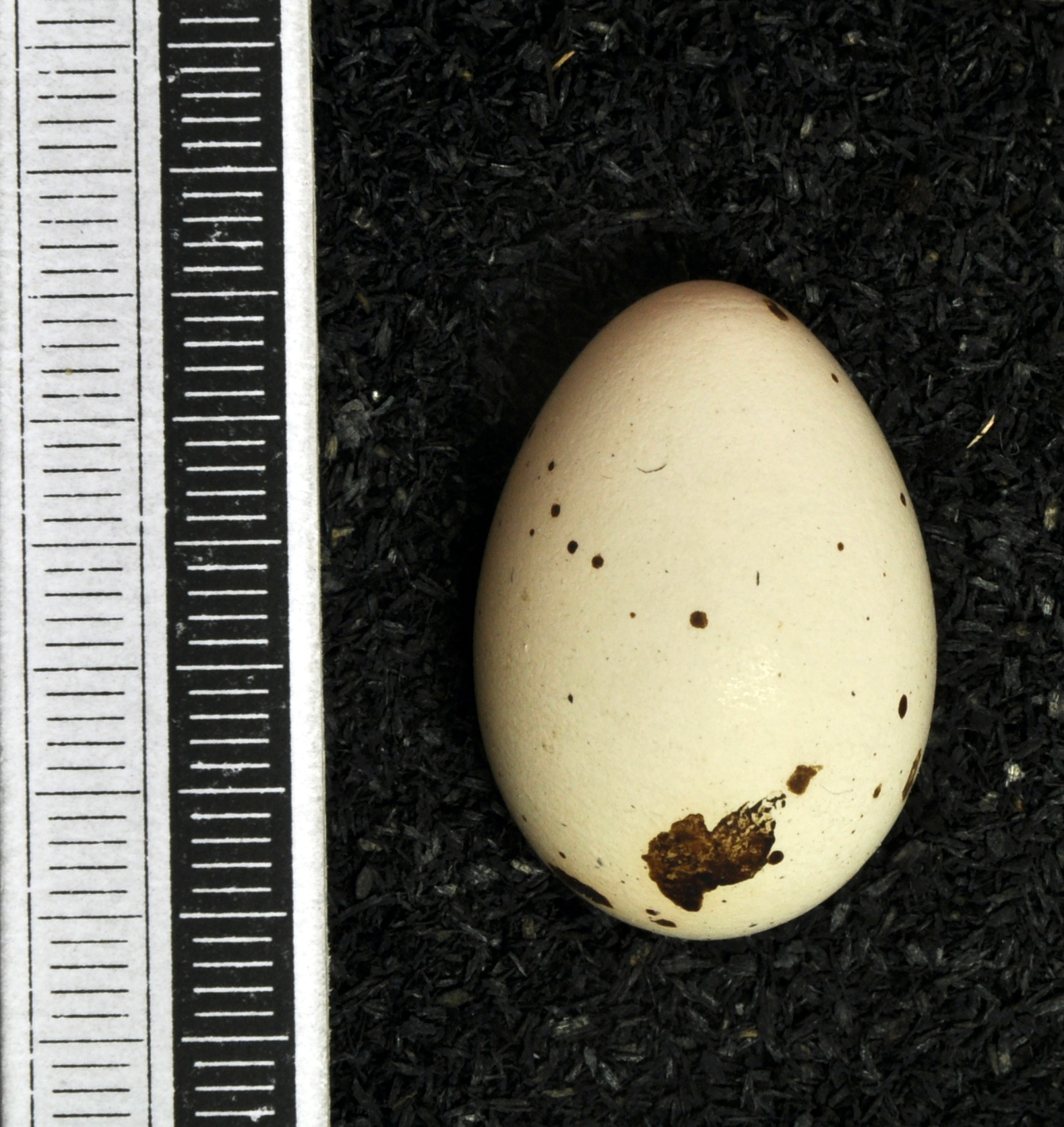
Vejce dronga černého v muzeu v německém Wiesbadenu

Drongové černí jsou aktivní lovci a jejich kořistí je převážně hmyz. V letech 2010 až 2013 byla provedena rozsáhlá studie stravovacích návyků drongů černých v Ándhrapradéši v Indii. Výsledky byly následující: 59 % kořisti získávají z rostlin, keřů a stromů, 27 % potravy uloví ze vzduchu a 14 % ze země. Používají při tom tři metody. Buď kořist přímo chytají za letu (52 %), nebo uplatňují paběrkování, kdy stojí či skáčou a při tom lapají nehybný hmyz usazený na větvičkách či trávě (27 %), případně sbírají hmyz ze země (21 %). Jídelníček drongů tvoří kobylky, cikády, termiti, vosy, včely, můry a vážky. Velké členovce, jako jsou stonožky a štíři, loví spíše výjimečně. Chytají též motýly z podčeledí danausovitých. Výjimečně požírají malé druhy ptáků. Na ostrově Rota byly zaznamenány případy, kdy drongové černí požírali menší druhy pěvců: vrabce polní (Passer montanus), pávíky australasijské (Rhipidura rufifrons) a salangany vanikorské (Aerodramus vanikorensis). Naopak se vyhýbají mouchám. Jsou známy i případy, kdy lovili ryby. Zarděnice (Erythrina) a bombaxy (Bombax) zase navštěvují kvůli nektaru a vodě a lze je vidět živit se i obilninami.
Drongové černí jsou nejčastěji lovecky aktivní za úsvitu. Při hledání kořisti se pohybují ve výšce od 1 do 9 m. Často loví tak, že létají blízko větví a snaží se vyplašit potenciální kořist. Díky tomu, že mrštně létají, jsou schopni chytat hmyz i za letu. Hejna těchto ptáků se též shromažďují v zoraných polích, kde vybírají larvy různých druhů brouků. Často pak vytvářejí skupiny s majnami obecnými (Acridotheres tristis), které mají podobný životní styl i jídelníček. Douglas Dewar v roce 1905 napsal: Mohu bezpečně říct, že v Čennaí jsou majny krmící se za nepřítomnosti drongů černých spíše výjimkou, než pravidlem. Podle Dewara se drongové drží v blízkosti majn, protože čekají, až rozruch v podobě majn způsobí, že ze svých úkrytů vyleze hmyz, který si budou moci chytit. Taková souhra má výhody pro oba druhy. Drongové se též naučili, že umělé osvětlení láká hmyz a proto jej lapají u pouličních lamp.

### Hnízdění

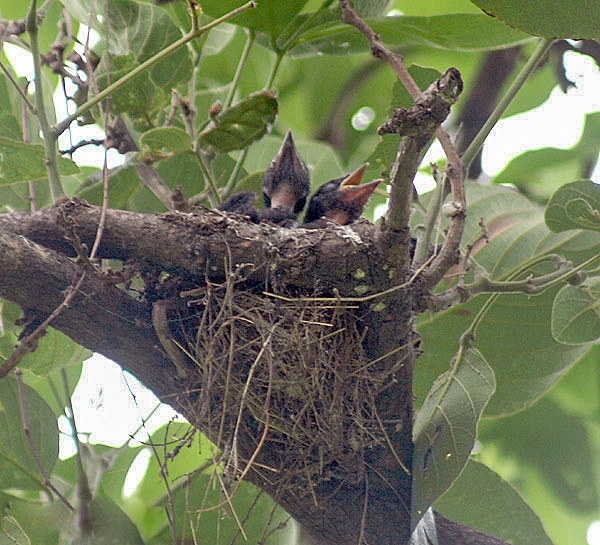
Hnízdo dronga černého (Západní Bengálsko)

Rozmnožování drongů černých probíhá především v jižní Asii (jihozápadní Írán, Srí Lanka, Indie a Indonésie), a to v únoru a březnu. V jiných zemích pak hnízdění probíhá do konce srpna. V tomto období zpívají samičky i samečci. Samotné námluvy zahrnují „hru“, kdy se spolu páry za letu honí a mohou se do sebe zaklesnout i zobáky. Někdy též k těmto hrám může docházet na zemi. Následně samička se samečkem během šesti až devíti dní postaví na větvi hnízdo pohárovitého tvaru. To je tvořeno větvičkami, stébly trávy a různými suchými vlákny. Oblíbeným umístěním hnízda jsou například větve chlebovníků různolistých (Artocarpus heterophyllus) nebo telefonní sloupy. V období dešťů, tedy přibližně na začátku dubna, samička do hnízda naklade vajíčka. Snůška běžně čítá tři, zřídka i čtyři vajíčka. Ta jsou světle krémová s červenými tečkami, s délkou průměrně 24,5 mm a šířkou 19 mm. Následně jsou střídavě inkubována oběma rodiči, holá ptáčata se líhnou po čtrnácti až patnácti dnech. Čtyřdenní ptáčata již mají vytvořené folikuly a ve věku jednoho týdne již mají stvoly per. V 8 dnech poprvé otevírají oči a 16 až 20 dnů od vylíhnutí opouštějí hnízdo. I nadále je však rodiče krmí a chrání až do jednoho měsíce. Po této době už rodiče mladé vyhánějí. Ve věku tří týdnů je u nich již zřetelný i vykrojený ocas.
V případě, že je první snůška zničena (například hnízdo se propadne nebo je napadeno dravcem), může samička snést druhou snůšku. Při krmení mladých často pomáhají i mladí jedinci z předchozí snůšky. Byl dokonce zaznamenán případ, kdy mladé drongy černé krmil bulbul šupinkový (Pycnonotus cafer). I přesto je ale pravděpodobnost, že se ptáčata dožijí dospělosti asi 44 %. Hlavním důvodem takové úmrtnosti je nedostatek potravy, nicméně záleží na tom, zda je období dešťů nebo naopak sucho. Právě počasí mívá na množství kořisti pro drongy velký vliv.
Drongové černí jsou pohlavně dospělí ve věku okolo dvou let.

### Migrace
U některých populací drongů černých lze pozorovat sezónní migrace, především během září. Na konci října pak migrace vrcholí. Severní populace migrují, ptáci přezimují v nižších polohách a jižnějších zeměpisných šířkách až na úroveň centrální Indie na západě a Malajsie a Sumatry na východě. Hejna, která drongové tvoří, mohou být o více než čtyřech stech jedincích.
Roku 2003 bylo v Beidaihe v Číně viděno 825 ptáků během jedné hodiny. V jižním Thajsku v oblasti šíje Kra, bylo zase mezi 27. zářím a 9. říjnem 2003 napočítáno 11 290 migrujících drongů černých, průměrně tedy 30 jedinců za hodinu.

## Parazité
Drongové černí se často stávají hostiteli vší, ale také tasemnic a hlístic. Samotná onemocnění nebo predátoři ale nejsou příliš významnými faktory, co se úmrtnosti dospělých drongů týče. U mladých jedinců je totiž hlavní důvodem úmrtí nedostatek potravy.
Hnízda drongů černých bývají terčem hnízdního parazitizmu, především pak ze strany kukaček koel (Eudynamys scolopaceus).

## Vztah klidem
Včely medonosné (Apis mellifera) jsou častou součástí jídelníčku drongů, což netěší včelaře. Zemědělci proto vytvářejí umělá bidýlka v polích a tím ptáky místo lovu včel navádějí k lovu škůdců.
Obyvatelé některých částí Paňdžábu věří, že drongo černý byl pták, který přinesl vodu Husajnovi ibn Alímu, vnukovi Mohameda, a zachránil ho před smrtí.